# 順天里
順天里是中華民國嘉義縣朴子市的一個里，東鄰開元里，西接文化里，南界博厚里，北連內厝里，隔朴子溪與六腳鄉更寮村相望，面積0.2391平方公里，里名來源於1859年建立的角頭廟巡天宮的訛轉。